# Sulfamidochrysoidin
Sulfamidochrysoidin (Handelsname Prontosil) ist ein Azofarbstoff und der erste Arzneistoff aus der Gruppe der Sulfonamide.
Dieses erste, 1932 entwickelte Chemotherapeutikum wurde von Mietzsch und Klarer bei Bayer in Wuppertal-Elberfeld synthetisiert. Dessen besondere Wirksamkeit gegen bakterielle Erkrankungen, speziell durch Streptokokken verursachte, wurde von dem deutschen Arzt und Bakteriologen Gerhard Domagk ebenfalls 1932 entdeckt, aber erst 1935 veröffentlicht. Für die Entdeckung der antibakteriellen Wirkung von Prontosil erhielt Domagk 1939 den Nobelpreis für Medizin.
Sulfamidochrysoidin besitzt eine ausgezeichnete antibakterielle Wirkung hauptsächlich gegen Streptokokken, Staphylokokken und Coli-Bakterien. Als Azofarbstoff (Sulfachrysoidin) bewirkt es eine gelbrote Haut- und eine dunkelrote Harnfärbung.
Jacques und Thérèse Tréfouël, Federico Nitti und Daniel Bovet zeigten 1935 am Institut Pasteur, dass Sulfamidochrysoidin nur ein Prodrug ist, das im Organismus zu Sulfanilamid (p-Aminophenylsulfonamid) metabolisiert wird.
Sulfamidochrysoidin war der erste Arzneistoff aus der Gruppe der Sulfonamide. Ab 1942, nach der Entwicklung einer industriellen Produktionsweise des Penicillins (entdeckt 1928 durch Alexander Fleming) seitens Howard Florey, Ernst Boris Chain und Norman Heatley, wurden die Sulfonamide nur noch in begrenztem Umfang eingesetzt. Während des Zweiten Weltkriegs wurde Prontosil auf deutscher Seite in großem Umfang eingesetzt, da man hier noch nicht über das Penicillin verfügte. Es wurde bei Verletzungen − wie auf alliierter Seite das Penicillin − vorbeugend gegen Wundinfektionen verabreicht.
Der Arzneistoff ist weltweit nicht mehr im Handel.